# Ctenorillo fagei
Ctenorillo fagei är en kräftdjursart som först beskrevs av Paulian de Felice 1940.  Ctenorillo fagei ingår i släktet Ctenorillo och familjen Armadillidae. Inga underarter finns listade i Catalogue of Life.